# Pteropus rayneri
La volpe volante delle Salomone (Pteropus rayneri Gray, 1870) è un pipistrello appartenente alla famiglia degli Pteropodidi, endemico delle Isole Salomone.

## Descrizione

### Dimensioni
Pipistrello di grandi dimensioni, con la lunghezza della testa e del corpo tra 210 e 302 mm, la lunghezza dell'avambraccio tra 137,5 e 182,4 mm e un peso fino a 870 g.

### Aspetto
La pelliccia è corta. Le parti dorsali variano dal brunastro al nerastro con la groppa e la parte interna degli arti inferiori di un colore più contrastante che varia dal giallo-brunastro al rosso cannella, il collare varia dal rossastro al marrone scuro, mentre le parti ventrali variano dal fulvo al nerastro. In P.r. lavellanus e P.r. rayneri la testa è cosparsa di peli grigio-brunastri che le danno un aspetto brizzolato.  Il muso è lungo e affusolato. Gli occhi sono grandi. Le orecchie sono corte, con una leggera concavità sul margine posteriore appena sotto l'estremità arrotondata. Le membrane alari sono attaccate lungo i fianchi. La tibia è densamente ricoperta di peli. È privo di coda, mentre l'uropatagio è ridotto ad una sottile membrana lungo la parte interna degli arti inferiori. I maschi hanno dei ciuffi di lunghi peli brillanti intorno a delle masse ghiandolari situate su entrambi i lati del collo. Le sottospecie si differenziano dalle dimensioni e dal colore del corpo, P.r. grandis è la più grande, mentre P.r. rayneri è la più piccola.

## Biologia

### Comportamento
Si rifugia singolarmente o in grandi colonie sui grandi alberi della foresta secondaria. È stato osservato eccezionalmente anche all'interno di grotte.

### Alimentazione
Si nutre di fiori di Syzygium e probabilmente di infiorescenze della Palma da cocco.

## Distribuzione e habitat
Questa specie è diffusa nelle Isole Salomone.
Vive nelle foreste tropicali secondarie, mangrovie e piantagioni di Palma da cocco fino a 700 metri di altitudine.

## Tassonomia
In accordo alla suddivisione del genere Pteropus effettuata da Andersen, P. rayneri è stato inserito nello  P. rayneri species Group, insieme a P. cognatus, P. chrysoproctus e P. rennelli. Tale appartenenza si basa sulle caratteristiche di avere un rostro del cranio accorciato, sulla presenza di un ripiano basale nei premolari e sul differente colore della regione anale rispetto al dorso.
Sono state riconosciute 5 sottospecie:
- P.r. rayneri: Guadalcanal, Malaita, Makira, Nggela;
- P.r. grandis (Thomas, 1887) : Bougainville, Buka, Choiseul, Shortland;
- P.r. lavellanus (Andersen, 1908): Vella Lavella, Ranongga, Ghizo;
- P.r. monoensis (Lawrence, 1945) : Mono, Santa Ysabel;
- P.r. rubianus (Andersen, 1908): Kolombangara, New Georgia, Roviana, Simbo.

Altre specie simpatriche dello stesso genere: P. woodfordi, P. admiralitatum, P. mahaganus.

## Conservazione
La IUCN Red List, considerato il significativo declino, periodicamente dovuto a cause ancora non conosciute, classifica P. rayneri come specie prossima alla minaccia di estinzione (Near Threatened).